# John Hedström
Johan "John" Samuel Hedström, född 19 november 1876 i Forshälla socken, död 20 april 1942 i Stockholm, var en svensk politiker och rektor.
John Hedström blev filosofie doktor vid Lunds universitet 1903, adjunkt vid Norra Real i Stockholm 1907, lektor vid Södra Latin 1923, var föreståndare för Palmgrenska skolan 1907–1918 och rektor vid läroverket på Östermalm, Östra Real 1918–1941. Han var vidare ledamot av ett flertal styrelser och kommitteér.
Hedman var högerman och hälftenägare vid Palmgrenska skolan i Stockholm, han var en känd matematiklärare och läroboksförfattare. Han var medförfattare till ett flertal läroböcker, Hedström-Rendahls läroböcker i algebra, geometri, trigonometri och tabeller, samt en av grundarna av Tidskrift för elementär matematik, fysik och kemi
John Hedström var rektor vid Östermalms läroverk och aktiv inom politiken. Inom politiken väckte John Hedström år 1924 sin småstugemotion i stadsfullmäktige. I motiveringen till denna framhöll han, att de åtgärder som staden vidtagit för att lindra bostadsnöden bland de mindre bemedlade inte kunde anses motsvara "ens lågt ställda anspråk på sundhet, utrymme och trevnad". Istället borde kommunen träda emellan och aktivt verka för åstadkommandet av billiga bostäder av egnahemstyp, särskilt avsedda för dem med små ekonomiska resurser. Det var ju också tanken från början med lantegendomsförvärven.
Självbyggare var ett nytt grepp på 1920-talet. År 1922 sammanslöt sig ett trettiotal av stadens tjänstemän i en särskild förening för att genom eget arbete bygga egnahem åt sig i Smedslätten. För första gången uppfördes nu hus av standardiserade och monteringsfärdigt byggnadsmaterial, så kallade IBO-hus, i trädgårdsstäderna. Prefabricerade bostadshus utarbetades av ingenjörsfirman AB Industribostäder (IBO-hus) i Stockholm och byggdes av AB Träkol i Vansbro och av Forssjö Trävaru AB i Katrineholm, som båda tillverkade hus enligt det patenterade systemet, "System ibo". De båda företagen startade hustillverkningen 1923. Självbyggarföretagen visade sig framgångsrika. Genom fyra olika föreningars verksamhet tillkom under 1920-talets första år ytterligare ett 90-tal självbyggda egnahem i trädgårdsstäderna. Innan det standardiserade materialet började användas av självbyggarna genomgick det en testperiod när några av Stockholms stads tjänstemän byggde sina egna hem i Smedslätten. 1924 förankrade Hedström idén att medborgare med mindre kontanta medel skulle kunna växla in sin arbetskraft mot bostadens kontantinsats. På hösten 1926 accepterades förslaget, men i första hand som ett experiment om 200 bostäder att uppföra i Olovslund och Skarpnäck. Så snart klartecken var gett upprättades Stockholms stads småstugebyrå för att organisera arbetet och ordna med tomträtter och lagfart.

## Kolonistugan som blev en småstuga

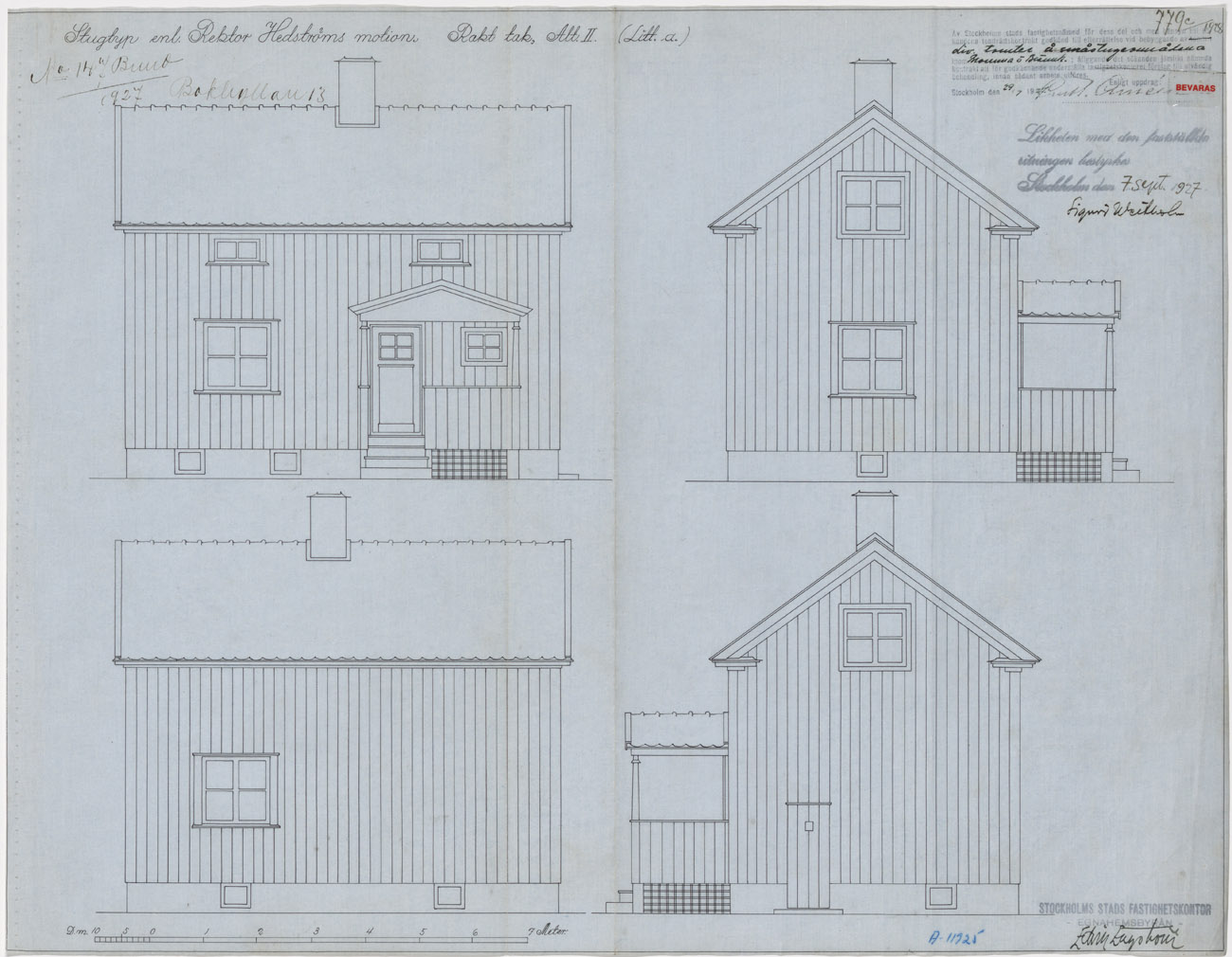
Rektor John Hedströms motion av hustyp "Knivsta" med rakt tak. Alt. II. Ritad 1927 av Edvin Engström på Egnahemsbyrån vid Stockholms stads fastighetskontor.

Som ovan nämnts överlämnade John Hedström 1924 en motion till fastighetsnämnden för yttrande för att Stockholms stad skulle upplåta lämpliga områden där människor själva skulle kunna bygga sina hus, och att staden skulle hjälpa till med byggmaterialet. Omkring 1920 skrev Carl Lindhagen i sina memoarer att "bostadsfrågan stod i brand". Den katastrofala bostadssituationen som ännu rådde efter första världskriget var bakgrunden till detta. Inflyttningen från landsbygden var stor trots bristen på bostäder så lockade storstaden. Stadens kolonistugor var inte avsedda för permanent boende, men många bostadslösa sökte sig till dessa. John Hedströms förslag till stugtyp var på ett rum och kök samt en liten matkällare. Stugan var således något större än en kolonistuga och dessutom vinterbonad. I Hedströms förslag skulle vatten, avlopp eller elektricitet inte ingå. Motionen biföll, men med förbehåll. Stockholms stad ville "sanktionera den gamla kåkstaden". Man befarade att folk av "vederhäftig typ" inte skulle bli attraherade av denna stugtyp. Hedströms förslag om självbygge av småstugor blev starkt ändrat, men det blev förverkligat. Man gjorde en ordentlig utredning. Då uppgraderades förslaget om en enkel "kolonistuga" till en större småstuga, som inte blev så liten, och dessutom med fullt modern standard. De nya stugorna skulle uppföras med lånemedel. Detta blev sedan starten för Stockholms stads småstugebyrå (SMÅA).
Hösten 1926 avlämnade fastighetskontorets lantegendomsavdelning ett fullständigt förslag till ett första så kallat småstugebygge i stadens regi. Helt i överensstämmelse med motionärens, John Hedströms,  hemställan skulle detta omfatta sammanlagt 200 stugor.
John Hedström var initiativtagare till förslag på ny hustyp. Han skrev brev med anledning av Olovslunds 10-årsjubileum i maj 1937. Brevet lyder: "En vacker sommardag 1926 blev jag ombedd att medfölja borgarrådet Sandberg och nuvarande fastighetsdirektören Dahlberg på en biltur för att se ett tilltänkt småstugeområde i Olovslund. Den resan har jag ännu i gott minne. Vi åkte omkring därute; naturen tilltalade mig mycket med sin omväxlande terräng, med slingrande åkerfält mellan små kullar och buskar och skog, med sin stora lergrop, som inneslöt många möjligheter ... Vid nyssnämnda resa tillstyrkte jag varmt områdets användning för småstugebebyggelse. Redan nästa år 1927 började dess förvandling ..." (Ur brev med anledning av Olovslunds 10-årsjubileum i maj 1937 från initiativtagaren J.S. Hedström.)